# Daniel McCarthy
Daniel McCarthy (irisch Domhnall Mac Cárthaigh; * 22. Januar 1883 in Dublin, Irland; † 2. März 1957 ebenda) war ein irischer Politiker der Sinn Féin und der Cumann na nGaedheal.

## Biografie
Nach der Schule wurde McCarthy Handelsreisender.
Er schloss sich 1913 den Irish Volunteers an und beteiligte sich am Osteraufstand 1916 im südlichen Dublin. Er war einer der ersten Sinn-Féin-Mitglieder in Dublin. Im September 1918 wurde er in das Gefängnis von Durham gesperrt. Dort gelang ihm bald danach die Flucht.
Für Sinn Féin trat er 1921 zur Wahl zum Abgeordneten (Teachta Dála) des (zweiten) irischen Unterhauses (Dáil Éireann) an. Er konnte einen Sitz im Wahlkreis Dublin South ohne Gegenkandidaten erlangen. Er befürwortete den Anglo-Irischen Vertrag (Pro-Treaty). Durch die Gegnerschaft zur Mehrheitsmeinung der Sinn Féin wechselte er zur Cumann na nGaedheal. Bei den Wahlen zum dritten (1922–1923) und vierten (1923–1927) Dáil Éireann konnte er ebenfalls erfolgreich seinen Sitz verteidigen.
1922 wurde er von William Thomas Cosgrave zum Government Chief Whip ernannt und verblieb auf dem Posten bis zum 30. Oktober 1924, als er seinen Sitz im Dáil Éireann niederlegte.
Von 1921 bis 1924 war er Präsident der Gaelic Athletic Association. Später war er stellvertretender Gefängnisleiter des Kilmainham Gaol.